# Aeródromo de Igualada-Ódena

El Aeródromo de Igualada-Ódena (en catalán Aeròdrom d'Igualada - Òdena General Vives) es un aeródromo situado en el municipio de Ódena (Barcelona), a 2 km de Igualada y 45 km de Barcelona. Dispone de una pista de aterrizaje asfaltada de 900 metros. La frecuencia de uso es 123.175 aeronáutica. El aeródromo tiene como sobrenombre General Vives por Pere Vives Vich, pionero de la aeronáutica nacido en Igualada.
El aeródromo es la sede de Ultramagic, una empresa fabricante de globos aerostáticos, única de su tipo en España.
Existen diferentes escuelas de ULM entre las que se encuentra la del Aeroclub Igualada-Òdena que es además de Aeroclub de Aeronaves Ultraligeras en General también Escuela de autogiros. 

La Generalidad de Cataluña tiene planes para transformar al aeropuerto en un centro de referencia para la aviación general de la zona con el proyecto de Aeropuerto Corporativo Empresarial. Alrededor del aeropuerto se han clasificado 210 hectáreas de suelo destinadas a zona industrial.